# Бобриков, Степан Леонидович
Степа́н Леони́дович Бо́бриков (14 [26] января 1874, станица Кривянская, Область Войска Донского, Российская империя — 9 октября 1931, Сент-Женевьев-де-Буа, Франция) — российский военный, генерал-майор. Донской казак. Управляющий Провальского войскового конного завода (1907—1917). Во время Гражданской войны — интендант Донской армии.

## Биография
Родился 14 (26) января 1874 года в станице Кривянской Области Войска Донского. Дворянин.
Окончил Донской кадетский корпус и Николаевское кавалерийское училище. В 1896 году был произведён в хорунжие и получил назначение в лейб-гвардии Казачий полк. В 1900 году был произведён в сотники, в 1903-м — в подъесаулы, в 1913-м — в войсковые старшины.
В 1905—1907 годах — адъютант войскового наказного атамана войска Донского генерал-лейтенанта Одоевского-Маслова с оставлением в списках лейб-гвардии Казачьего полка. В 1907—1917 годах был управляющим войсковым конным заводом войска Донского (Провальским войсковым конным заводом). C 1916 года — старший член Донского скакового общества. В 1917 году произведён в полковники.
Посетивший конный завод 29 июня 1918 года недавно избранный атаман Донского казачества Пётр Краснов в тот же день написал:
Сегодня я осматривал Войсковой конный завод ВД в Провалье. Виденные мною косяки маток с жеребцами и молочными жеребчиками и кобылками (543 кобылы, 147 жеребчиков и 157 кобылок) найдены мною — кобылы и молодёжь в отличном состоянии, жеребцы еще не совсем оправились после голодовки, бывшей во время управления заводом комитетами… Постройки и инвентарь завода в отличном состоянии. Я не видел Войскового завода 10 лет. Последний раз, когда я его посетил, управляющий заводом полковник Бобриков только начинал чистокровное коневодство на заводе. За эти 10 лет завод сильно изменился. Благодаря настойчивости, знаниям и опыту полковника Бобрикова провальская войсковая лошадь утратила свои прежние недостатки — короткость колоды, некоторую бедность кости ног и короткость шеи. У теперешних провальских лошадей безупречная колода, отличная сухая нога и породистая голова. По своему типу они приближаются к лучшим российским лошадям Ново-Александровского завода, обладая ещё лучшими ногами, с более сухим сухожилием… Полковник Бобриков сумел не только создать прекрасную высококровную лошадь на Войсковом заводе и развить дело рождения чистокровных лошадей на Дону, но, быстро явившись после большевистской разрухи на завод, сумел сохранить его почти целиком от разгрома и расхищения и в короткое время восстановить его жизненные силы. ВД не забудет его трудов и самоотверженной любовной работы, я же как атаман ВВД прошу его и всех его сотрудников принять мою сердечную благодарность за тот блестящий порядок, в котором я нашел табуны, молодёжь, жеребцов и все постройки завода при своем посещении.
Участник Общедонского восстания. В Гражданскую войну, с мая 1918 года — интендант Донской армии. В том же году был произведён в генерал-майоры. Эвакуировался из Новороссийска в Крым, где служил в Русской армии Врангеля.
В эмиграции жил сначала в Турции, затем, в 1928 году, перебрался во Францию.
Последние годы жизни провёл в «Русском доме» (доме престарелых) в Сент-Женевьев-де-Буа. Умер 9 октября 1931 года, похоронен на кладбище Сент-Женевьев-де-Буа.

### Семья
- Родители:
  - Отец — Леонид Рафаилович Бобриков (около 1839—1889).
  - Мать — Екатерина Алексеевна Леонова.
- Жена — Екатерина Павловна Фомина (1876—1940).
- Сын
  - Павел Степанович Бобриков (1908—1981), французский экономист, общественный деятель русской эмиграции
  - Лев Степанович Бобриков (1899—1975), проживал в г. Баку Азербайджанской ССР с 1922 г., бухгалтер, ИО Председателя Союза охотников и рыболовов Азербайджана
- Внуки:

со стороны Бобрикова П. С.
- - Александр Павлович Бобриков (р. 1944), французский волейболист, волейбольный тренер, спортивный функционер, историк, общественный деятель. Тренер женской сборной Франции по волейболу. Директор музея лейб-гвардии казачьего Его Величества полка в Курбевуа (с 1988).
  - Юрий Павлович Бобриков (1945—1992), общественный деятель русской эмиграции.

со стороны Бобрикова Л. С.
- Леонид Львович Бобриков (р.1940), мастер спорта СССР по баскетболу, член сборной Азербайджана с 1957—1969 г.г., сотрудник МВД Азербайджанской ССР, член Союза журналистов СССР с 1984 г.. Проживает с 2001 г. в г. Санкт-Петербург РФ.

## Награды
- Орден Святого Станислава 3 степени (1901)[4]
- Орден Святой Анны 3 степени (1907)[4]
- Орден Святого Станислава 2 степени (1910)[4]
- Орден Святой Анны 2 степени (1913)[4]